# Kragenhuhn
Das Kragenhuhn (Bonasa umbellus, Syn.: Bonasus umbellus) ist ein mittelgroßes Raufußhuhn, das in Nordamerika beheimatet ist. Es ist ein ausgeprägter Standvogel. Derzeit werden vierzehn Unterarten anerkannt.
In Nordamerika ist das Kragenhuhn ein wichtiges Federwild. Gegen Ende der 1990er Jahre, als der zyklisch verlaufende Populationsanstieg der Kragenhühner seinen Höhepunkt erreicht hatte, wurden allein in den US-amerikanischen Bundesstaaten Michigan, Minnesota und Wisconsin mehr als eine Million Kragenhühner jährlich geschossen.

## Erscheinungsbild
Das Kragenhuhn kommt in einer grauen und roten Farbmorphe vor. Bei der grauen Morphe sind der Kopf, der Hals und der Rücken graubraun. Die Brust ist aufgehellt und gestreift. Die Körperunterseite und die Flanken sind zu einem großen Teil weiß. Insgesamt sind graue Kragenhühner sehr unterschiedlich gezeichnet. Die Kehle ist bei vielen Individuen deutlich aufgehellt. Der Schwanz ist vom selben Graubraun wie der Rücken. Am Schwanzende findet sich ein breites schwarzes Band, das mit einem grauen Band abschließt. Der Schwanz kann so weit aufgefächert werden, dass er fast einen Halbkreis bildet.
Die rotbraune Morphe hat eine ähnliche Farbaufteilung, jedoch ist das Federkleid insgesamt bräunlicher. Diese Morphe wirkt dadurch in ihrem Farbkleid einheitlicher. Zwischen den beiden Morphen gibt es eine Reihe von Mischtypen. In den jeweiligen lokalen Populationen kommen in der Regel immer beide Morphen vor, allerdings verändert sich das Verhältnis über die Jahre. Mehrere Studien sind mittlerweile zu dem Ergebnis gekommen, dass der Anteil einer Morphe an der jeweiligen Population im Wesentlichen durch das Wetter des vorangegangenen Winters beeinflusst wird. Schneereiche Winter begünstigen die grauen Morphen. Festgestellt hat man darüber hinaus, dass graue Morphen ein höheres durchschnittliches Lebensalter als rote Morphen erreichen.
Der namensgebende Federkragen am Nacken findet sich bei beiden Geschlechtern. Beim Männchen sind diese verlängerten Nackenfedern jedoch etwas ausgeprägter. Auch die Schopffedern sind verlängert und können aufgestellt werden. Die Beine sind bis zu den Füßen befiedert.

## Körpermaße und Gewicht
Männchen des Kragenhuhns erreichen eine Flügellänge von 171 bis 196 Millimeter, die Schwanzlänge beträgt zwischen 129 und 174 Millimeter und der Schnabel ist zwischen 24 und 31 Millimeter lang. Weibchen sind tendenziell etwas kleiner. Sie erreichen eine Flügellänge von 165 bis 190 Millimeter, der Schwanz ist bei ihnen zwischen 120 und 159 Millimeter und der Schnabel ist zwischen 23,5 und 29,3 Millimeter lang.
Wie bei anderen Raufußhühnern fluktuiert das Gewicht im Jahresverlauf. Das maximale Gewicht erreichen Kragenhühner etwa im November, wenn Männchen im Schnitt 660 Gramm und Weibchen 585 Gramm wiegen. Das Gewichtsminimum erreichen die Männchen im Frühling kurz vor dem Beginn der Balzphase und erneut gegen Ende August, wenn sie die Mauser durchlaufen haben. Sie wiegen dann durchschnittlich 620 Gramm. Das Gewichtsminimum der Weibchen fällt in den März und in den Juni. Zum Ende der Wintersaison im März wiegen sie durchschnittlich 520 Gramm und im Juni, nach der Brutphase, 495 Gramm. Das höchste Gewicht, das bislang bei einem Kragenhuhn festgestellt wurde, beträgt 840 Gramm.

## Verbreitung und Lebensraum

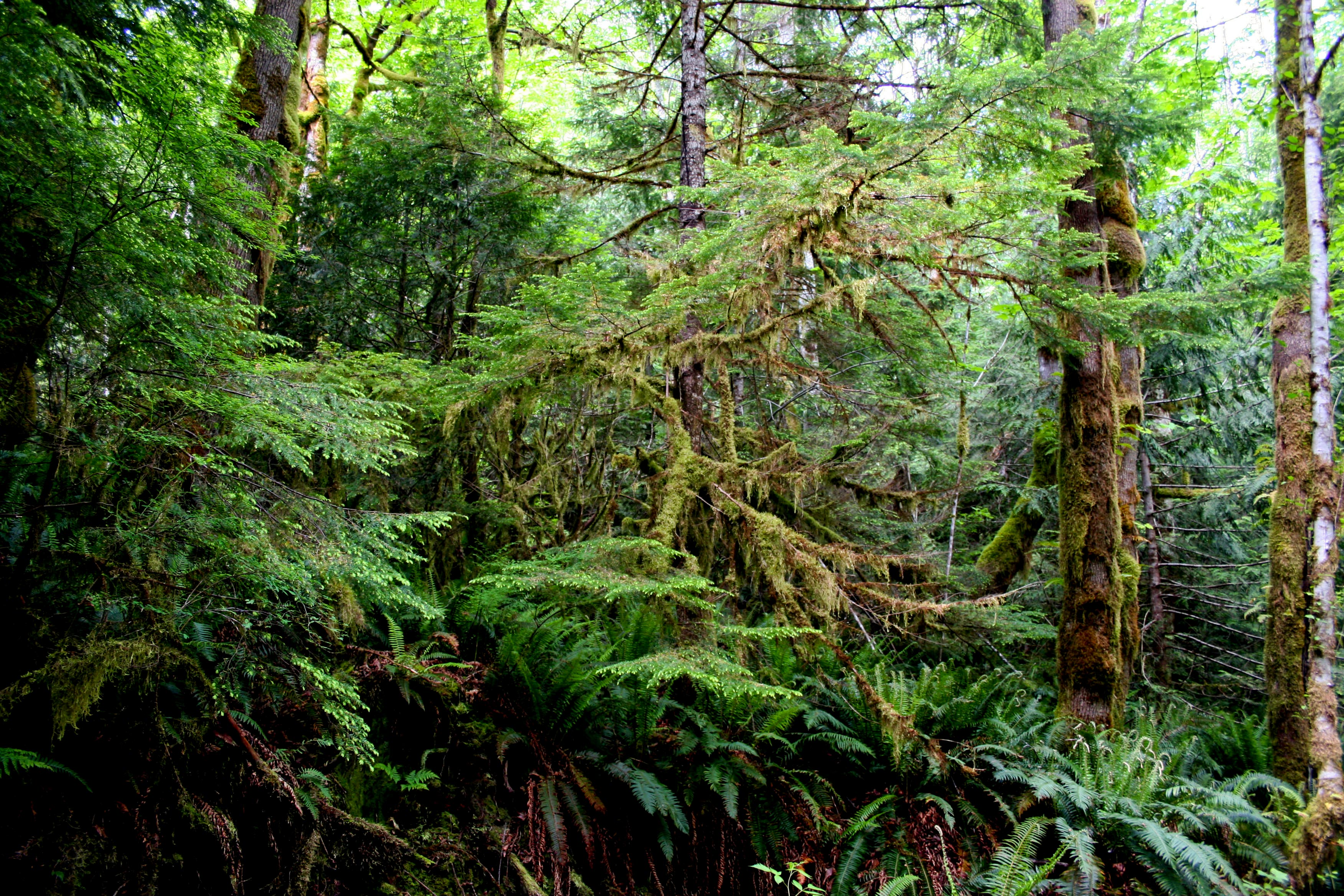
Gemäßigter Regenwald, Wells Gray Provincial Park

Das Kragenhuhn kommt von den Appalachen im Osten der USA über Kanada bis nach Alaska vor. In den Vereinigten Staaten findet man es im gesamten nördlichen Mittelwesten. Hier reicht das Verbreitungsgebiet von Ost-Minnesota bis nach Maine. Im Süden kommt das Kragenhuhn bis nach Virginia und Georgia vor. Im Westen der USA reicht das Verbreitungsgebiet vom westlichen Montana bis zur Westküste. Sie besiedeln damit Lebensräume, die sich sehr stark klimatisch unterscheiden. Sie kommen in Alaska in Regionen vor, in denen die Durchschnittstemperatur im Januar −25 °C und im Juni 12 °C beträgt, besiedeln in Arkansas aber auch Regionen mit einer Durchschnittstemperatur von 5 °C im Januar und 25 °C im Juni. Entsprechend unterschiedlich sind die Waldformen, in denen sie geeignete Lebensbedingungen finden. Sie kommen im Gemäßigten Regenwald Nordamerikas vor, in dem Nadelbäume dominieren, besiedeln aber auch semiaride Laubwälder. Grundsätzlich bevorzugen Kragenhühner jedoch Mischwälder, in denen Espen, Pappeln, Birken, Weiden, Äpfel, Eichen und Hemlocktannen vorkommen. Von besonderer Bedeutung ist ein Vorhandensein der Amerikanischen Zitterpappel. Dies ist besonders deutlich in den Regionen zu beobachten, die zur nördlichen Verbreitungsgrenze zählen. Hier kommen Kragenhühner nur in den schmalen Waldbändern entlang von Flussläufen vor, in denen diese Baumart auch vertreten ist. Blütenkätzchen, Knospen und Zweigenden dieser Baumart stellen eine wesentliche Winternahrung dar. Im südlicheren Verbreitungsgebiet sind Kragenhühner eher in Mischwäldern mit ihrem dichten Unterholz anzutreffen als in reinen Laubwäldern.
Kragenhühner sind ausgesprochen standorttreu, was auch zur Ausbildung der zahlreichen Unterarten beigetragen hat. Die maximale Entfernung, welche zwischen dem Wiederfundort und dem ursprünglichen Beringsort liegt, beträgt bislang lediglich 19,3 Kilometer.

## Nahrung
Das wichtigste Winterfutter der Kragenhühner sind die Blütenkätzchen, Knospen und Zweigenden verschiedener Laubbäume und Pflanzen des Unterwuchses. Von besonderer Bedeutung sind neben Eschen verschiedene Arten der Birken, daneben Weiden, Äpfel, Kirschen, Hopfenbuchen und Blaubeeren. Die Nahrungszusammensetzung ist jedoch stark von den jeweiligen regionalen Waldformen abhängig. So hat im US-amerikanischen Bundesstaat Minnesota neben der Amerikanischen Zitterpappel die Großzähnige Pappel eine besonders wichtige Rolle während des Winterhalbjahres. Im US-Bundesstaat Utah ist dagegen die Virginische Traubenkirsche die wichtigste Nahrungspflanze im Winter, daneben spielen Eschen und Ahornbäume eine besondere Rolle. In der kanadischen Prärieprovinz Alberta, in der die Winter besonders streng sind, besteht die Winternahrung dagegen zu 80 Prozent aus den Knospen von Eschen und Weiden.
Im Frühjahr wird die Bandbreite der genutzten Nahrungspflanzen größer, es dominieren jedoch immer noch die Pflanzenarten, die auch während des Winterhalbjahres eine besonders große Rolle spielten. Im Sommer werden verschiedene Beeren wie beispielsweise Erdbeeren, Himbeeren, Blaubeeren und ähnliches gefressen. Ab August beginnen allmählich dann die Pflanzen, die in der Winternahrung die größte Bedeutung haben, wieder zu dominieren. Tierische Nahrung spielt in der Ernährung der ausgewachsenen Vögel keine große Rolle und übersteigt nur ausnahmsweise mehr als 10 % der gefressenen Nahrung. Anders verhält es sich bei den Jungvögeln. Während der ersten zwei Lebenswochen fressen die Dunenküken des Kragenhuhns zu mindestens 70 % tierische Nahrung. Während der dritten und vierten Lebenswoche sinkt der Anteil der tierischen Nahrung allmählich auf 30 %. Im September fressen die Jungvögel gewöhnlich in dem gleichen Maße wie die adulten Vögel Insekten. Gefressen werden überwiegend Ameisen, daneben Käfer, Grashüpfer und Raupen. Wenn sich die Jungvögel des Kragenhuhns allmählich auf pflanzliche Nahrung umstellen, fressen sie zunächst Gräser, dann verschiedene Arten von Beeren und schließlich auch die Knospen und Blütenkätzchen verschiedener Sträucher und Bäume.

## Verhalten

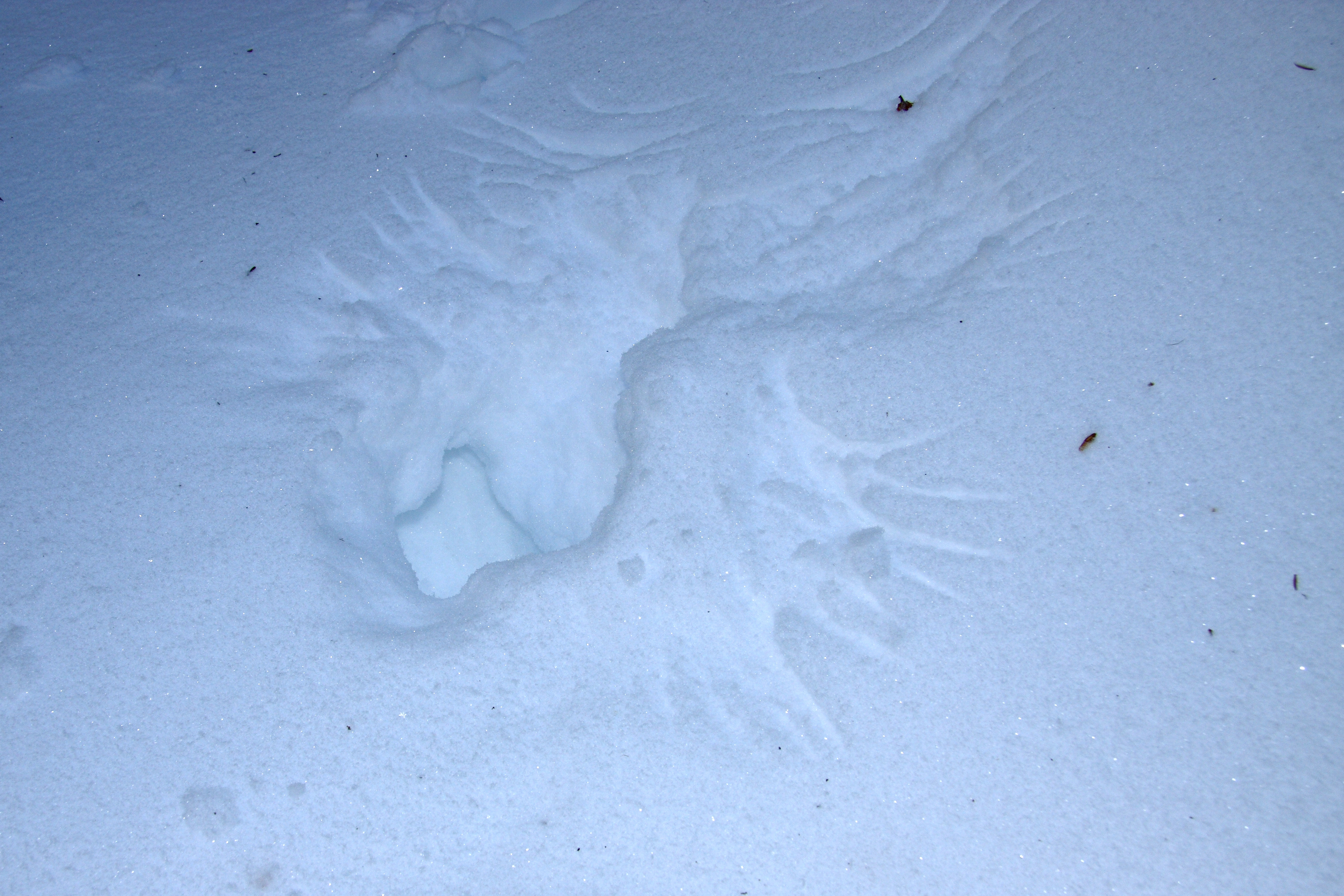
Verlassene Schneekammer eines Kragenhuhns. Im Schnee sind deutlich die Flügelabdrücke zu sehen, die das auffliegende Kragenhuhn hinterlassen hat.

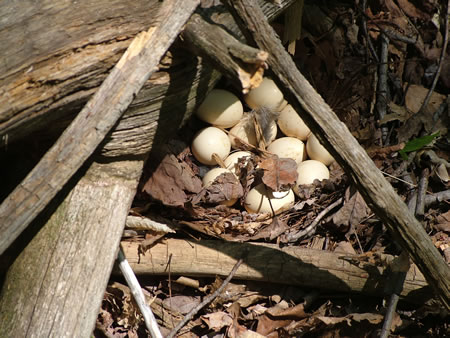
Nest des Kragenhuhns mit einem ungewöhnlich großen Gelege

Wie die meisten Haselhühner verbringen auch die Kragenhühner den größten Teil der Zeit auf dem Boden. Werden sie überrascht, fliegen sie mit lautem Flügelburren auf. Im schneereichen nördlichen Verbreitungsgebiet verbleiben Kragenhühner den größten Teil des Tages in Schneekammern, die sie nur verlassen, um in den Morgen- und Abendstunden nach Nahrung zu suchen. Im kanadischen Alberta hielten sich Kragenhühner am Morgen kurz nach Sonnenaufgang durchschnittlich nur 16,4 Minuten auf der Schneedecke auf, bevor sie sich eine neue Schneekammer gruben. Sie verließen ihre Kammern nach Sonnenuntergang ein zweites Mal und suchten dann für durchschnittlich 24,4 Minuten nach Nahrung.
Die Balz der Kragenhühner ist sehr auffällig. Die Männchen werben um die Weibchen mit lautem Flügelschlagen. Die Schwanzfedern sind dabei weit aufgespreizt. Der laute, dumpfe Instrumentallaut wird mittels der Luftbewegung durch die Flügel erzeugt. Die Kragenhühner sitzen dabei häufig auf Baumstämmen, die am Boden liegen. Jeder „Ruf“ besteht aus 38 bis 51 Flügelschlägen, er dauert jeweils 10 bis 12 Sekunden. Während der ersten zwei bis drei Sekunden schlagen die Männchen drei bis vier Mal mit den Flügeln, dann steigern sie sich sehr schnell auf bis zu 20 Flügelschläge pro Sekunde, bevor sie wieder langsamer werden. Der Instrumentallaut ist für den Menschen noch in 400 bis 500 Metern vernehmbar, unter sehr guten Bedingungen sogar bis in eine Entfernung von einem Kilometer.

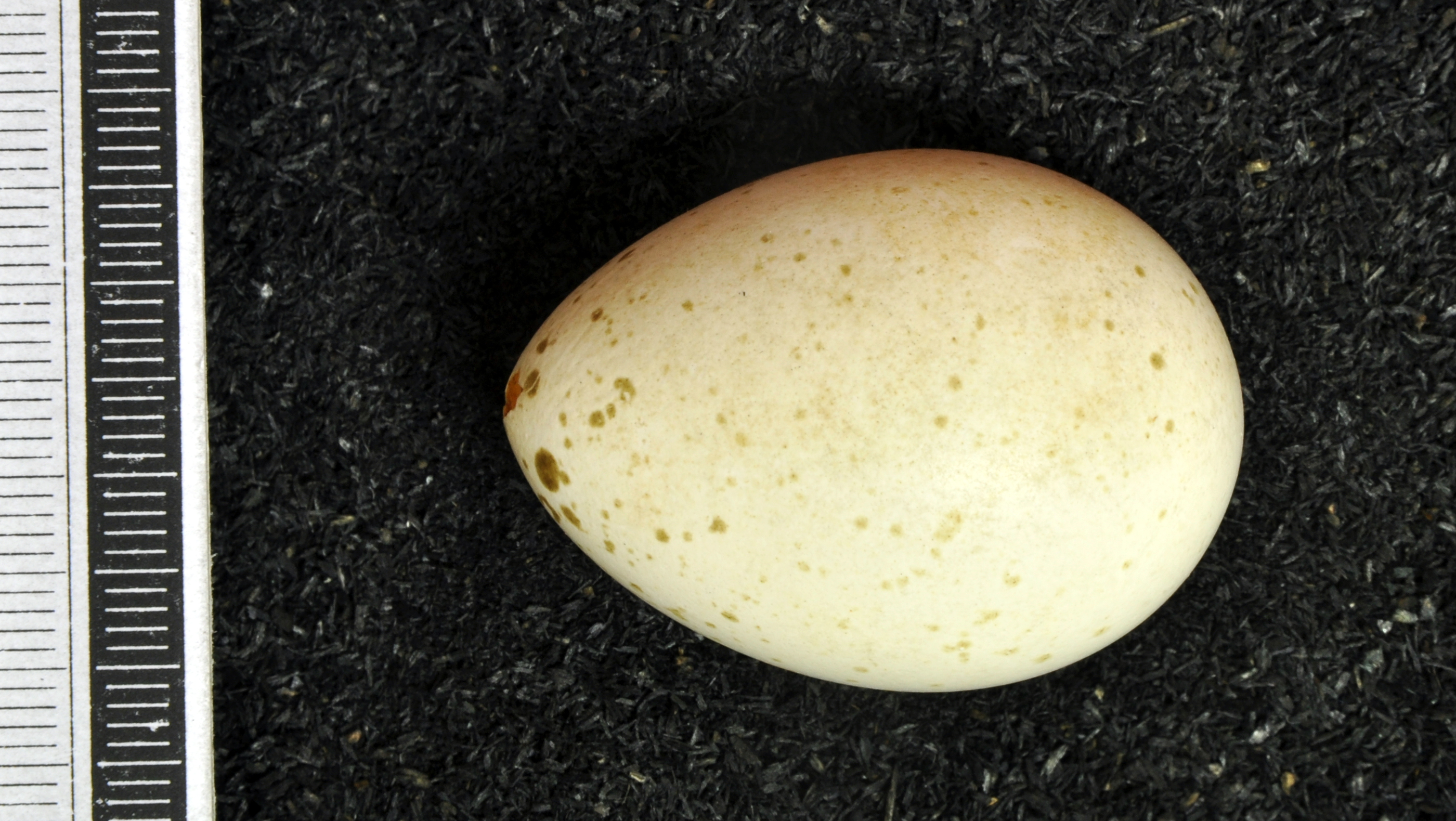
Ei, Sammlung Museum Wiesbaden

Die Weibchen nisten auf dem Boden. Typische Niststandorte sind die Wurzelteller von Bäumen oder es werden Standorte unter am Boden liegenden Stämmen oder der Sichtschutz von Büschen genutzt. Das Vollgelege umfasst durchschnittlich 11,5 Eier. Falls nach Verlust des ersten Geleges ein zweites gelegt wird, umfasst dieses durchschnittlich 7,5 Eier. Die Weibchen legen mit einem Abstand von 36 Stunden; die Bebrütung nehmen sie nach dem Legen des letzten Eis auf. Es brütet nur das Weibchen, das gewöhnlich während der Brutzeit nur zwei Mal am Tag das Nest verlässt, um zu fressen. Es bleibt durchschnittlich 20 bis 40 Minuten dem Nest fern. Die Küken sind in einem Lebensalter von zehn bis zwölf Tagen flugfähig.

## Bestand
Die Bestandsdichte hat auf dem gesamten nordamerikanischen Kontinent in den letzten Jahren abgenommen. Als wesentliche Ursache gilt ein Verlust an geeigneten Lebensräumen. In Kanada ist die Art noch weit verbreitet. Sie gilt als nicht gefährdet. In vielen Bundesstaaten der USA ist die Jagd auf diese Art von September bis Januar erlaubt. Die Bejagung gilt aber nicht als wesentlicher Faktor für den Bestandsrückgang. Kragenhühner gelten insgesamt als eine Art, deren Bestandsgröße stark fluktuiert.
In einigen Gebieten hat man das Kragenhuhn wieder erfolgreich eingeführt. Auch eine Bestandsaufstockung durch in menschlicher Obhut aufgezogene Kragenhühner ist bereits erfolgreich durchgeführt worden. Die Art kann zumindest theoretisch einem starken Jagddruck widerstehen, da sie sich sehr stark vermehrt. Dazu muss jedoch ausreichend Waldland zur Verfügung stehen, damit die Art sich wieder erholen kann. In Nordamerika ist vorgeschlagen worden, bei der Bejagung die Populationszyklen des Kragenhuhnes stärker zu berücksichtigen. Diese verlaufen über zehn bis zwölf Jahre. In guten Jahren beträgt der Bestand häufig das Fünffache schlechter Jahre und kann bis auf das Zehnfache ansteigen. Die Gründe für diese Populationszyklen sind bislang nicht völlig verstanden.

## Systematik

### Zuordnung zur GattungBonasa
Das Kragenhuhn wird gelegentlich mit dem Haselhuhn und dem Schwarzbrust-Haselhuhn gemeinsam in die Gattung Bonasa gestellt. Trotz einer oberflächlichen Ähnlichkeit unterscheiden sich die beiden Haselhühner jedoch auffällig in ihrem Verhalten. Haselhühner gehen eine monogame Paarbindung ein. Ihnen fehlen das auffällige Balzgefieder oder die auffälligen Balzhandlungen, für die das Kragenhuhn bekannt ist. Aus diesem Grund wird das Kragenhuhn häufiger auch alleine der Gattung Bonasa zugeordnet und die beiden Haselhühner in die eigenständige Gattung Tetrastes gestellt.

### Unterarten
Das Kragenhuhn ist ein ausgeprägter Standvogel, so dass sich mehrere Unterarten entwickelt haben, die in besonderer Weise ihren jeweiligen lokalen Gegebenheiten angepasst sind. Die unter Erscheinungsbild beschriebenen grauen und roten Morphen treten bei allen Unterarten auf:
- B. u. yukonensis Grinnell, 1916
- B. u. umbelloides (Douglas, 1829)
- B. u. labradorensis Ouellet, 1991
- B. u. castanea Aldrich & Friedmann, 1943
- B. u. affinis Aldrich & Friedmann, 1943
- B. u. obscura Todd, 1947
- B. u. sabini (Douglas, 1829)
- B. u. brunnescens Conover, 1935
- B. u. togata (Linnaeus, 1766)
- B. u. mediana Todd, 1940
- B. u. phaios Aldrich & Friedmann, 1943
- B. u. incana Aldrich & Friedmann, 1943
- B. u. monticola Todd, 1940
- B. u. umbellus (Linnaeus, 1766)

## Belege